# Сартанг
Сарта́нг (якут. Сартаҥ) — річка в Якутії, в північно-західній частині Томпонського та південній частині Верхоянського улусів, права складова Яни.

## Географія
Довжина річки становить 620 км, площа басейну 17 800 км². Бере свій початок з озера Сиск'юеле на північних схилах Верхоянського хребта, тече в основному на північ Янським плоскогір'ям. Висота гирла — 132 м над рівнем моря.
Живлення снігове та дощове. Повінь з червня і до початку вересня. Середньорічна витрата води — за 68 км від гирла — 47,4 м³/с. Замерзає на початку жовтня, повністю перемерзає з кінця листопада до травня; розкривається в кінці травня.
Судноплавна на протяжності в 174 км від гирла.

## Притоки
Річка Сартанг має близько 63 приток довжиною 10 км і більше. Основні притоки перераховані в порядку від гирла і до витоку:
- 11 км: ← Манги (48 км)
- 74 км: → Силееннеех (37 км)
- 108 км: ← Хонгсуо (26 км)
- 114 км: ← Ходьогос (46 км)
- 136 км: ← Таастаах (18 км)
- 159 км: → Дьуогу (22 км)
- 190 км: → Ааллаах (135 км)
- 226 км: → Наркий (18 км)
- 241 км: → Хоттуун (36 км)
- 258 км: ← Тиираахи (18 км)
- 261 км: ← Еселеех (19 км)
- 274 км: ← Юнк'юр (17 км)
- 306 км: → Хорутуу (52 км)
- 339 км: ← Баайага (43 км)
- 348 км: ← К'юнк'юнююр (17 км)
- 358 км: ← Куччугуй-Чайдаах (26 км)
- 364 км: ← Улахан-Чайдаах (57 км)
- 376 км: → Хоспохтоох (112 км)
- 406 км: → Ат-Юреге (23 км)
- 416 км: → Буор-Юрех (42 км)
- 421 км: ← Сайтакаан (38 км)
- 457 км: → Хатирик (18 км)
- 459 км: ← Ілін-Суруктаах (29 км)
- 465 км: → Аргаа-Суруктаах (30 км)
- 483 км: → Константин-К'єтехтот (19 км)
- 498 км: ← Танкалаах (86 км)
- 499 км: → Улуу-Тумул (42 км)
- 542 км: → Молдьогой (23 км)
- 549 км: → Крестеех (39 км)
- 566 км: → Тирех-Юруйе (33 км)
- 577 км: → Халдин (19 км)
- 588 км: → Нерчененджа-Нуктома (33 км)
- 596 км: → Дьапка (18 км)
- 605 км: → Киенг-Юрех (22 км)